# Nore stavkyrka
Nore stavkyrka är en stavkyrka som ligger i Nore og Uvdals kommun i Buskerud fylke i Norge. Stavkyrkan ligger ungefär en kilometer söder om Norefjords bebyggelse.

## Kyrkobyggnaden

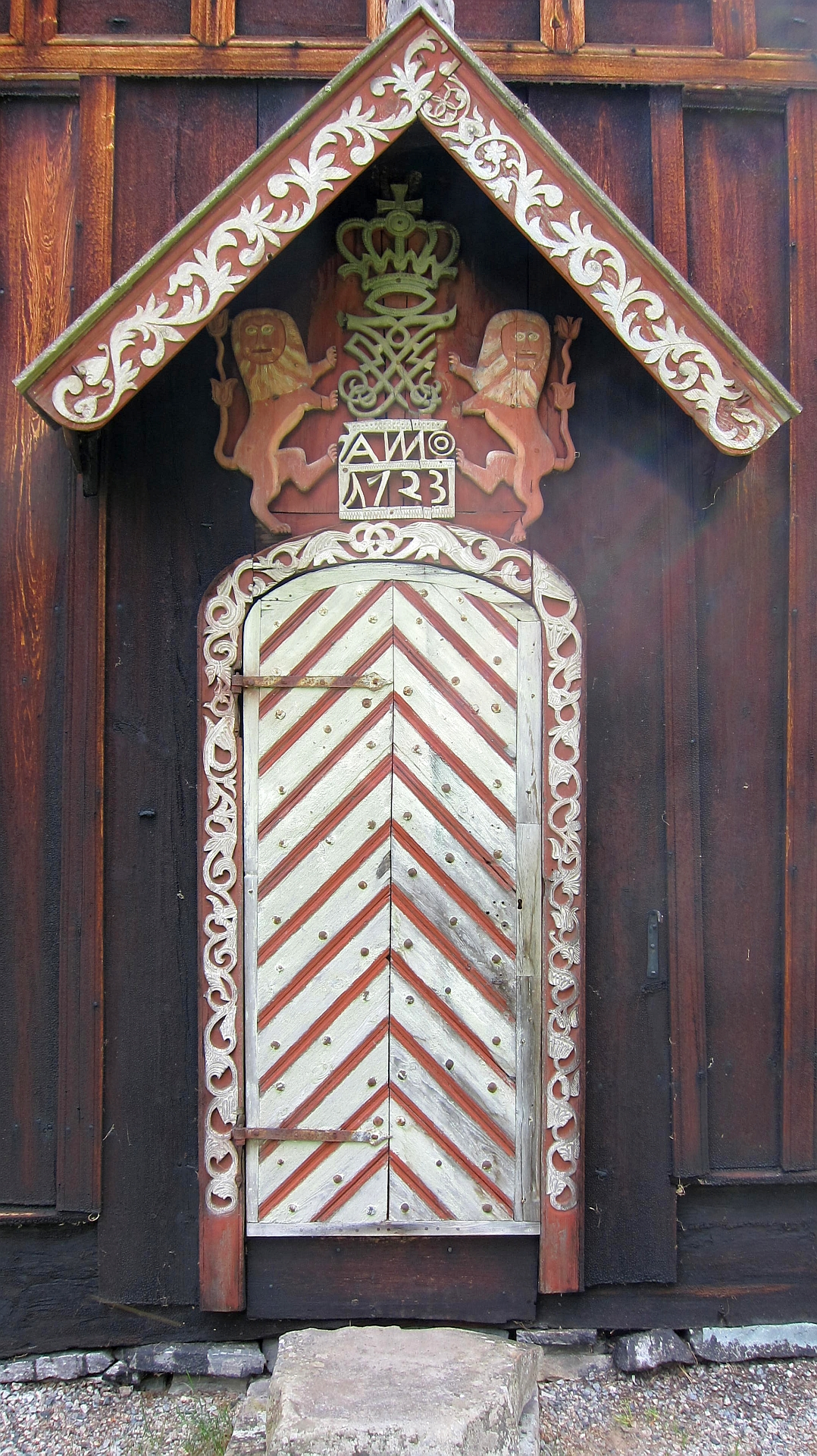
Portalen från 1723 på vapenhuset.

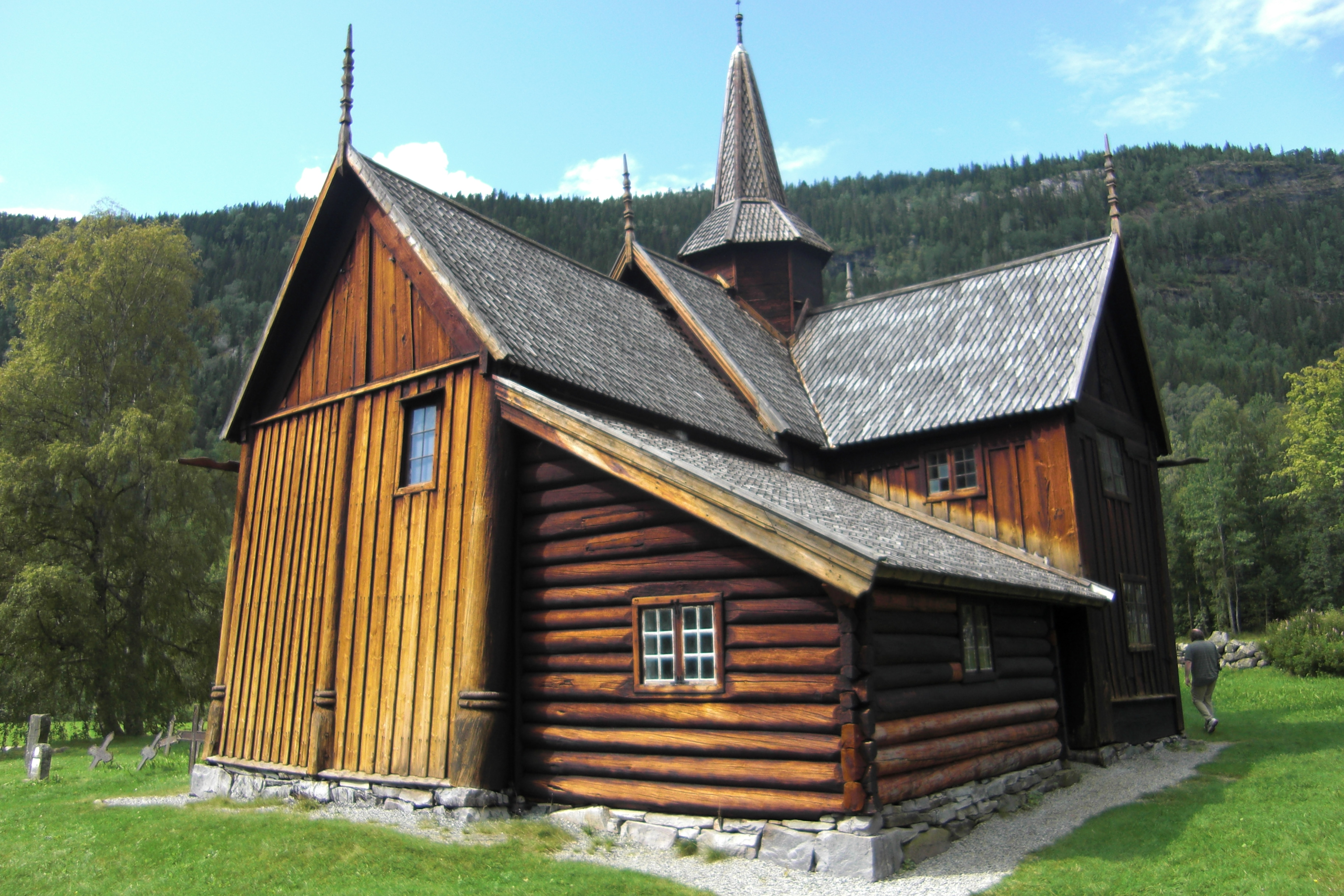
Den timmrade sakristian.

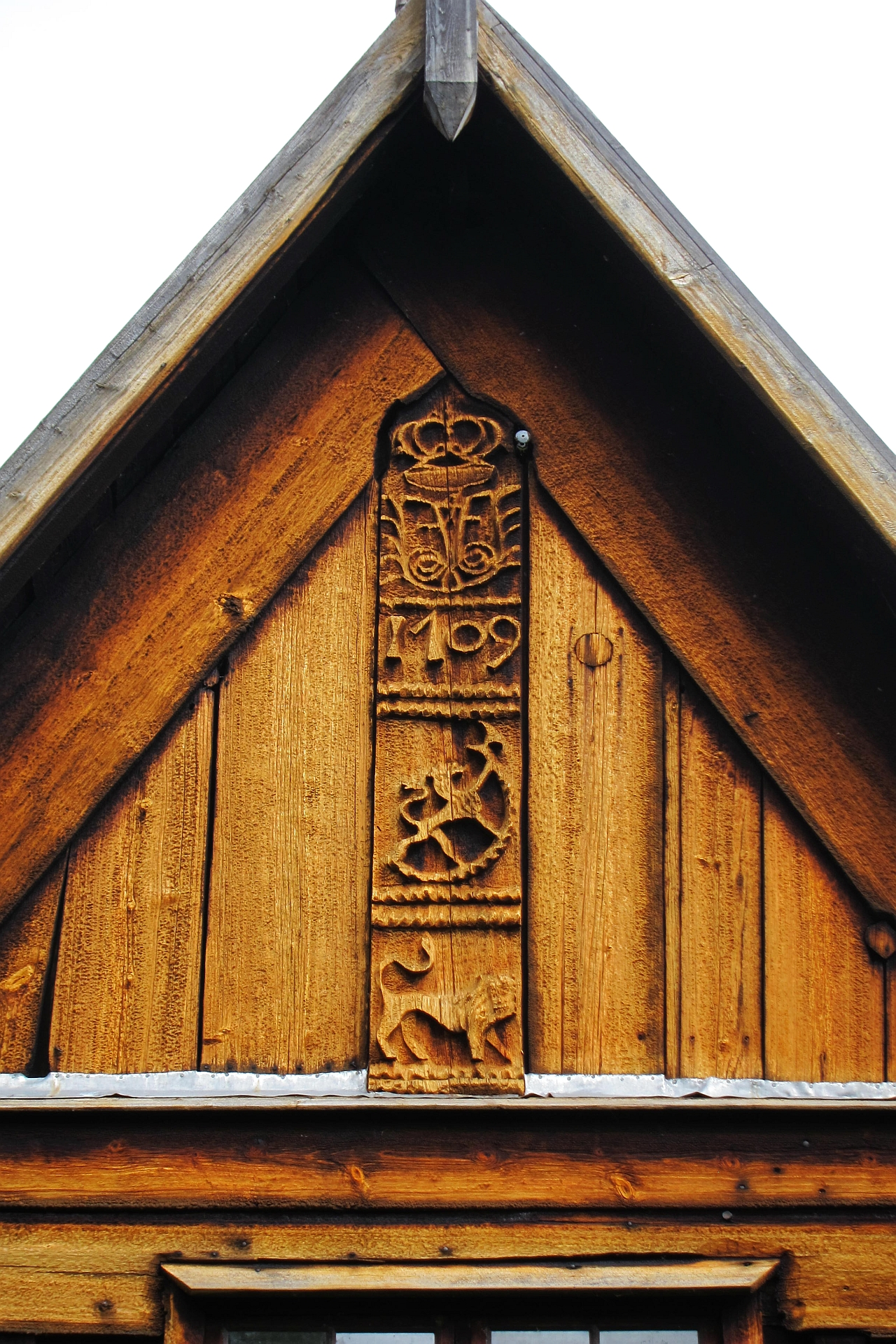
Årtalet 1709 inskuret på ena korsarmens gavel.

Nore stavkyrka är en av två stavkyrkor som har en bevarad så kallad mittmast där en stolpe står placerad mitt i långhuset och sträcker sig ända upp i takkonstruktionen (den andra är Uvdals stavkyrka i grannsocknen Uvdal). Kyrkan består av en blandning av tillägg från olika tider, precis som de andra stavkyrkorna i Numedal. Huvudformen och konstruktionen är dock intakt. Ursprungliga delar har dessutom återanvänts vid senare förändringar, något som gör det lättare att förstå tidigare byggnadsskeden.
Kyrkans grundplan har formen av en likarmad korskyrka. Det finns spår i konstruktionen som tyder på att tvärarmarna har hört till den ursprungliga planen, vilket i så fall saknar kända paralleller bland stavkyrkorna. Stavarna i långväggarna i skeppet är daterade till 1400-talet, men de yngre stavarna har förmodligen tillkommit vid en reparation eller förstärkning. Den likarmade grundplanen anses ofta ha bysantinska förebilder, men det har funnit sådana i hela Europa också under medeltiden. Stenarkitektur behöver inte nödvändigtvis ha inspirerat, eftersom det kan ha funnits många nu försvunna stavkyrkor som haft en liknande plan.
Koret utvidgades i stavteknik 1683 och är lite lägre än långskeppet, men lika långt och brett. Tvärskeppen byggdes ut i timmerteknik 1709 och 1719. Huvudingången ligger i väster genom ett vapenhus. I nordost finns en lägre timrad sakristia. Svarvade spiror markerar ändarna på de med spån täckta sadeltaken på de fyra korsarmarna. I korsmitten finns en takryttare, som påminner om den på Rollags stavkyrka. Även mittmasten har ursprungligen burit en takryttare högst upp. Väggarna är täckta med stående panel som tjärats, bara på sakristian är timret bart. Fönstren är smårutiga och sitter på varierande höjder.

## Historia
Nore stavkyrka nämns första gången i en skriftlig källa från 1404, men är så klart betydligt äldre. Dateringen av stavkyrkan har tidigare varierat beroende på om dateringen utgått från byggnadstypen eller från träsnideriet. Mittmastens konstruktion ansågs ha sitt ursprung i gotikens höjdideal och kyrkan ansågs därför tillkommen en bit in på 1200-talet. De äldsta mynt som återfunnits under kyrkgolven är från Håkon Håkonssons regeringstid 1217-1263. Den snidade portalen är dock nära släkt med portalerna i Flesbergs stavkyrka och i den rivna stavkyrkan i Atrå, som man vet hade en inskrift som daterade dess invigning till mellan 1163 och 1189. Mittmasten har dock dendrokronologiskt daterats till att ha fällts år 1166/67. Det finns tecken som tyder på kyrkan konstruerats av relativt färsk virke, kanske redan sommaren efter att det fälldes.

## Interiör och inventarier
Inte mycket är bevarat av den ursprungliga interiören. Det mesta av kyrkans inredning härstammar istället från perioden 1650–1750. Väggarna är helt täckta med dekorationsmåleri. Långhuset och koret har målade arkade längst ner, påminnande om hur det ser ut i Flesbergs och Rollags stavkyrkor. Ovanför är blomstermönster målade i fyrkantiga indelningar.
I koret finns ett romanskt krucifix, dock möjligen en senare kopia. I koröppningen finns resterna av ett gotiskt krucifix, som består av huvud och torso. Det finns också en dopfunt från medeltiden. Altartavlan som är målad i början av 1700-talet är en kopia av altartavlan i Lyngdals kyrka från 1630-talet.

## Portalerna
Portalen i väster är kvar på ursprunglig plats och hör till den stora gruppen av Sogn-Valdres-portaler. Själva dörren och färgsättningen är gjord senare. Porten omges av rankor som växer ut i ringlande mönster från djurgap på bottnen. Kolonnerna som från början omgett dörröppningen har huggits av vid en utvidgning av dörröppningen och bara kapitälen finns kvar ovanför dörren. Kapitälen har varsin lejonskulptur på toppen. Portalen påminner starkt om den i Flesberg och den från Atrå (som numera finns i Oldsaksamlingen vid Oslos universitet, eventuellt är de skapade av samme snidare, eller i alla fall av någon med koppling. Vapenhuset är utvändigt prytt med en portal krönt med Fredrik IVs monogram och årtalet 1723.